# Antonín Škach
Plukovník Antonín Škach (1. prosince 1916 Kročehlavy – 3. září 1944 u Braintree) byl československý bojový pilot zahynuvší během druhé světové války.

## Život

### Mládí
Antonín Škach se narodil 1. prosince 1916 v Kročehlavech, dnešní části Kladna. Navštěvoval obecnou a měšťanskou školu, nakonec se v pokračovací škole mezi lety 1933 a 1936 vyučil elektromechanikem. V září 1936 byl přijat do železáren v Hrádku, kde již pracoval jeho otec. Vstoupil do Západočeského aeroklubu v Plzni, kde prodělal základní pilotní výcvik. Vojenskou prezenční službu nastoupil 30. září 1936. V jejím rámci absolvoval poddůstojnickou školu v Chebu a pilotní školu v Prostějově.

### Pobyt v Polsku
Po německé okupaci se Antonín Škach vrátil do Hrádku a společně s Františkem Pokorným se rozhodl opustit protektorát. Hrádek opustili 17. července 1939 a v noci z 21. na 22. července úspěšně překročili hranice do Polska a v Krakově se poté prezentovali u Československé armády. Dne 27. července se zúčastnili přezkoušení u polského letectva, ke kterému byli posléze přiřazeni. Po porážce Polska německou armádou byl Antonín Škach na konci září 1939 zajat Rudou armádou.

### Pobyt v Sovětském Svazu
Během zajetí prošel Antonín Škach několik internačních táborů, v Kamenci Podolském se přihlásil do Československého legionu pod velením Ludvíka Svobody. Protože válka v Sovětském Svazu byla v té době ještě budoucností dosáhla exilová vláda v Londýně přesunu části legionu na západní bojiště. Antonín Škach absolvoval cestu přes Kyjev, Suzdal, Oděsu a Istanbul, do Velké Británie dorazil 27. října 1940.

### Pobyt ve Velké Británii
Antonín Škach byl jako pilot přijat do Royal Air Force 11. listopadu 1940, výcvik ukončil 28. července 1941, poté byl zařazen k 1. peruti RAF, odkud 3. září 1941 přešel k 310. československé stíhací peruti RAF, v jejíchž řadách bojoval do 15. června 1943. Kromě dalších střetů se mmj. účastnil Operace Jubilee nad Dieppe. Následovalo zařazení k 3. Delivery Flight, v rámci které přelétával nové nebo opravené letouny. V únoru 1944 byl opět zařazen do operační služby a to v rámci 312. československé stíhací peruti RAF, se kterou se zúčastnil bojů při vylodění v Normandii. Dne 11. července 1944 došlo k jeho opětnému přeřazení k 310. československé peruti. Dne 3. září 1944 se účastnil operace Ramrod jejímž úkolem bylo bombardování letišť v severním Holandsku, jeho stroj měl ale poruchu a tak byl Antonín Škach nucen odpojit se od formace ještě před setkáním s bombardéry. V 16.40 hodin vylétl z mraků a v plné rychlosti narazil do země u Braintree v Essexu. V té době dosáhl československé hodnosti štábního rotmistra a britské Pilot Officer. Pohřben je na hřbitově v Cheadle v hrabství Cheshire.

## Posmrtná ocenění
- Antonín Škach byl in memoriam povýšen do hodnosti plukovníka
- Antonínu Škachovi byly in memoriam propůjčeny řády Československý válečný kříž 1939 a Československá medaile Za chrabrost před nepřítelem, oba dvakrát.

## Rodina
V roce 1941 uzavřel v Anglii Antonín Škach sňatek s Isabel Morrisovou, manželům se narodila dcera Stazie.